# Зар ја да ти бришем сузе
Зар ја да ти бришем сузе је дебитантски албум српског и ромског певача Џеја Рамадановског, издат 1988. године за Дискос. Продуцент албума је био Сава Бојић, и албум је достигао дијамантски статус, а насловна нумера је била велики хит и начинила певача звездом, и освојила трећу  награду на фестивалу Месам 1987. године.
| №  | Назив                       | Текст        | Музика          | Трајање |  |
| 1. | Зар ја да ти бришем сузе    | М. Туцаковић | А. Радуловић    | 3:55    |  |
| 2. | Цицијо, море цицијо         | М. Туцаковић | А. Радуловић    | 2:48    |  |
| 3. | Две године дуге             | М. Туцаковић | А. Радуловић    | 4:07    |  |
| 4. | Једном се живи              | М. Туцаковић | А. Радуловић    | 3:06    |  |
| 5. | Да ли ме желиш док се будиш | И. Глишић    | Р. Граић        | 3:51    |  |
| 6. | Осећам и данас              | З. Дацковић  | Џ. Рамадановски | 3:58    |  |
| 7. | Бићеш моја жена             | М. Туцаковић | А. Радуловић    | 4:17    |  |
| 8. | Тешко је живети             | И. Л. Џамба  | И. Л. Џамба     | 3:21    |  |
| 9. | Док музика тихо свира       | Ж. Косановић | Р. Граић        | 3:35    |  |